# Музей-аптека
Музей-аптека (фин. Apteekkimuseo) — единственный в Финляндии музей-аптека, расположенный в Турку на улице Лянтинен Рантакату, 13.

## История
Музей открыт в 1958 году в отреставрированном в стиле XVIII века доме бюргера Квенсела.
В экспозиции представлена аптечная лаборатория 1920-х годов и история фармакологии.